# BMW M1
BMW M1은 BMW에서 1978년부터 1981년까지 생산했던 스포츠카이다.

## 세부정보

### 엔진 및 트랜스미션
BMW M1의 엔진은 3.5 L M88/1 I6 엔진을 탑재하였다.

## 경쟁 차종
람보르기니
- 람보르기니 쿤타치

페라리
- 페라리 308 GTB/GTS
- 페라리 테스타로사

## 사진

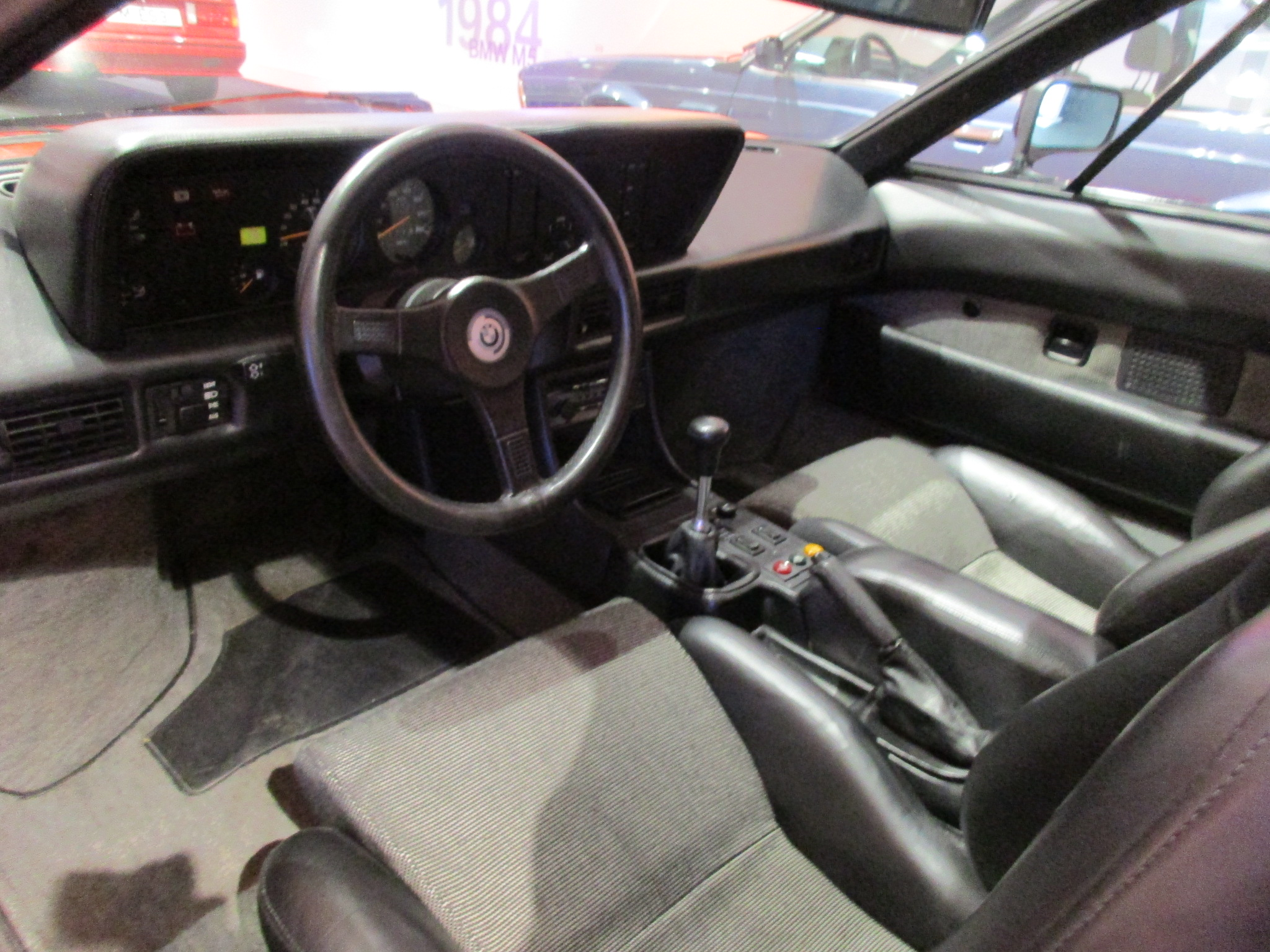
운전석
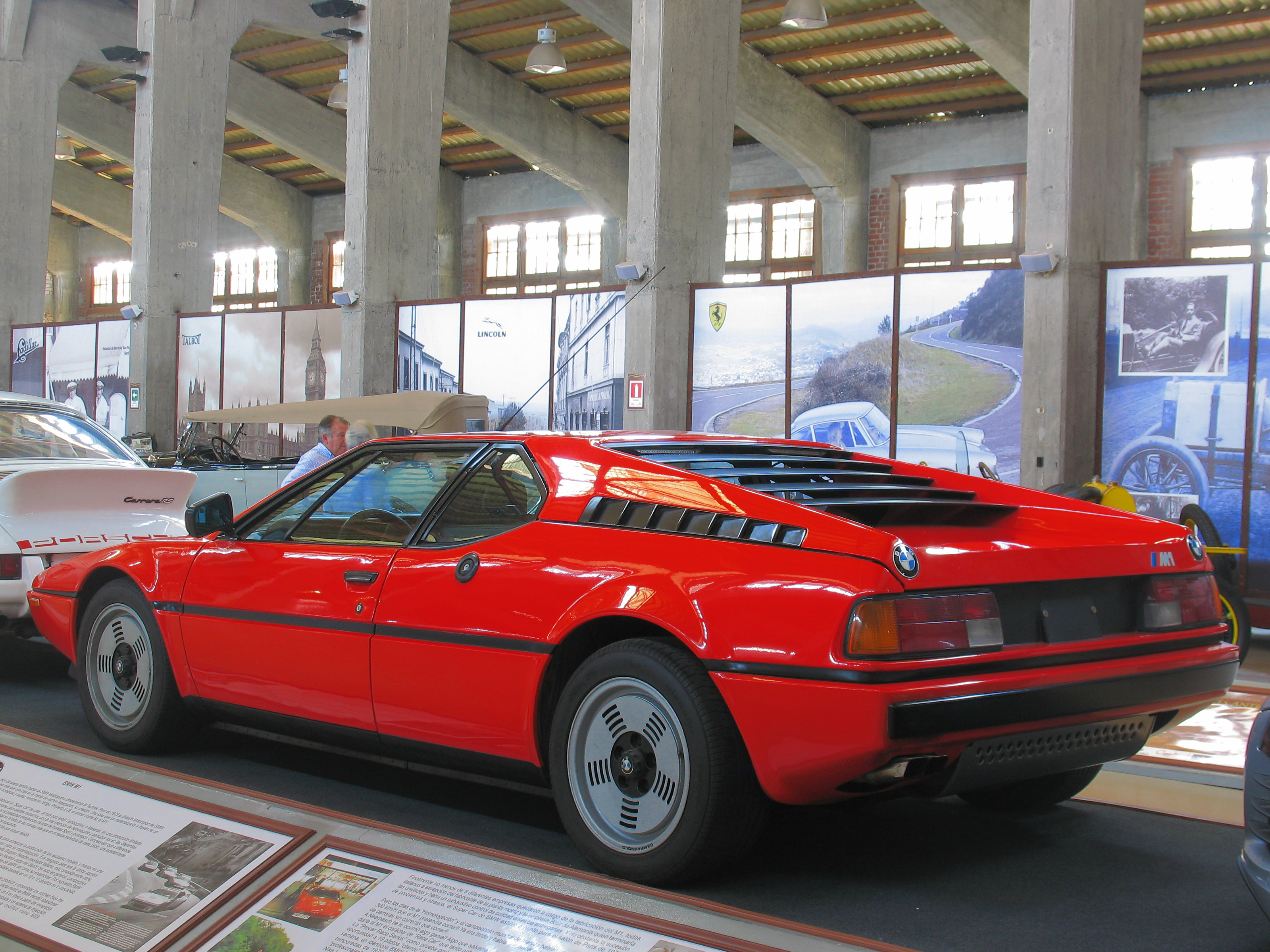
후방